# Кутайсов, Вадим Александрович
Вадим Александрович Кутайсов (31 декабря 1956, Симферополь — 17 мая 2019) – советский, украинский и российский историк-антиковед, археолог, доктор исторических наук, ведущий научный сотрудник Института археологии Крыма РАН.

## Биография
Родился 31 декабря 1956 года в городе Симферополь. Окончил симферопольскую школу № 40. В 1974 году поступил на исторический факультет Симферопольского госуниверситета им. М. В. Фрунзе. В годы обучения в вузе по инициативе В. А. Кутайсова было создано научное студенческое общество «Эос», в котором  принимали участвовали многие известные историки, археологи, географы. В 1979 году окончил университет с красным дипломом. В конце 1979 года был призван в ряды Советской армии.
Был направлен по распределению в Отдел археологии Крыма Института археологии АН УССР (позднее Крымский филиал ИА НАН Украины, Институт археологии Крыма РАН), где и работал всю жизнь. В 1984 году была создана Западно-Крымская экспедиция ИА АН УССР, которую возглавил В. А. Кутайсов. В 1987 году им была защищена диссертация на соискание степени кандидата исторических наук «Античный город Керкинитида. Градостроительство, фортификация, жилая застройка», научным руководителем которой был доктор архитектуры, член-корреспондент АН УССР С. Д. Крыжицкий. В 1991 году В. А. Кутайсов стал старшим научным сотрудником Института археологии НАНУ, Крымского филиала названного института.  
В 1992—2001 годах — заведующий отделом античной и скифо-сарматской археологии. После создания в 1993 году в Крыму Государственного комитета по охране культурного наследия он избран членом научно-методического совета. В 1997 году был создан Историко-археологический заповедник «Калос Лимен» Министерства культуры Крыма. Его первым директором в 1997—2001 годах был В. А. Кутайсов. В состав заповедника в 2001 году был включён Черноморский краеведческий музей. В 2012 году защитил докторскую диссертацию «Античный полис Керкинитида». В 2014 году — директор филиала, с 2016 года ведущий научный сотрудник. Кутайсов редактор нескольких сборников научных трудов и  издания «Археологические исследования в Крыму» (1993, 1994), член редколлегии  ежегодника «История и археология Крыма». 
В. А. Кутайсов был активным борцом за сохранение историко-культурного наследия Крыма, памятников археологии и архитектуры, автором «Свода памятников города Евпатории». Член научного совета Ассоциации крымских караимов «Крымкарайлар». Член Союза писателей Крыма. 
Умер 17 мая 2019 года. 

## Исследования
В археологических экспедициях под руководством О. И. Домбровского стал принимать участие в школьные годы с 1967, проводил там свои летние каникулы. Раскопки в то время проводились в различных местах Южного Берега и Горного Крыма на средневековых памятниках Нижняя Ореанда, укрепление Сюйрень, Тау-Кипчак, Кардон-Оба и других. Со студенческих лет началась научная деятельность Кутайсова. Ему было доверено руководство раскопками такого уникального памятника византийской христианской архитектуры, как Четырёхапсидный храм Херсонеса. За три года работ в 1977—1979 годах объект был полностью раскопан, как и огромный бассейн под ним. По итогам работ была подготовлена обширная публикация «Четырёхапсидный храм Херсонеса», изданная в журнале «Советская археология» (1982, № 1). В 1978—1979 годах Кутайсов также принимал участие в раскопках византийского Сюйреньского укрепления под руководством Ю. С. Воронина. В 1978 году в осенний период провёл археологические разведки в долине реки Качи Бахчисарайского района, где были открыты позднескифские городища Тас-Тепе и Вишнёвое, насколько новых селищ, обследованы ранее обнаруженные городища Топчикой 1 и 2, Долинное, Керменчик. 
В 1980—1982 годах в экспедиции, возглавляемой В. С. Драчуком, он руководил раскопками античного города Керкинитиды в Евпатории. С 1984 года во главе Западно-Крымской экспедиции Института археологии АН УССР. Основным объектом изучения экспедиции являлась Керкинитида и её некрополь. С 1988 по 2015 год экспедиция проводила раскопки античного города Калос Лимен, его некрополя и хоры. Было разработано и в 1991 году утверждено Советом министров Крыма охранное зонирование названных объектов, что спасло комплекс от полной застройки современными строениями. В 1997 году был создан Историко-археологический заповедник «Калос Лимен» Министерства культура Крыма. В состав заповедника в 2001 году был включён Черноморский краеведческий музей. В 2006 и 2012 годах осуществлялись исследования самого западного на полуострове Караджинского античного городища в селе Оленевка Черноморского района Крыма.
Им осуществлены проекты по исследованию античных городов Керкинитида и Калос Лимен, дальней хоры Херсонеса Таврического. Ведущий разработчик охранного зонирования  историко-опорного плана города Евпатория в 1984 году, охранного зонирования античного города Калос Лимен, некрополя и его сельскохозяйственной округи в 1991 году. Научный руководитель кандидатских диссертаций В. Б. Уженцева (Симферополь) и А. Игорнов (Хайфа, Израиль).
После кончины его учителя О. И. Домбровского В. А. Кутайсовым были подготовлены к публикации свыше десятка неизданных статей, а к 100-летию Домбровского в Познани его монография «Византийские мозаики Херсонеса Таврического» (2004). В 1996 году по инициативе В. А. Кутайсова О. И. Домбровскому и группе его учеников за разработку методики и проведение реставрации мозаик Херсонеса была присуждена Государственная премия Республики Крым. В. А. Кутайсов – автор более 200 научных работ, включая 12 монографий. 

## Избранная библиография
Монографии: 
- Античный город Керкинитида. – Киев, 1990. – 176 с;
- Керкинитида / Археологические памятники Крыма – Симферополь, 1992. – 192 с.;
- Керкинитида в античную эпоху .– Киев, 2004. – 326 с.; Евпатория. Древний мир. Средние века. -    Киев, 2007. – 284 с. (совместно с  М. В. Кутайсовой);
- Курганный некрополь Калос Лимена. – Киев, 2011. – 240 с.;
- Предложения к охранному зонированию Караджинского античного городища и курганного некрополя. Материалы к археологической карте Крыма. – Симферополь, 2012. – Вып. VIII. – Часть 1. – 146 с., илл. (совместно с Т. Н. Смекаловой);
- Античный полис Керкинитида    // Материалы к археологической карте Крыма. Вып. XII. – Симферополь, 2013. –– 400 с., илл.;
- Пастухи и земледельцы раннего железного века в северо-западном Крыму // Материалы к археологической карте Крыма. Вып. VIII. Часть 2.  – Симферополь, 2013. –– 336 с., илл. (совместно с Т. Н. Смекаловой);
- Ортли. Античные усадьба и виноградник на дальней хоре Херсонеса //  Материалы к археологической карте Крыма. Вып. XI. – Часть 2.  – Симферополь, 2013. – 272 с. илл. (совместно с Т. Н. Смекаловой);
- Античный полис Керкинитида. Saarbrücken, 2015. – 400 c.;
- От Керкинитиды к Евпатории.  –Симферополь, 2016. – 208 с., илл.;
- Археологический атлас Северо-Западного Крыма. Поздний бронзовый век. Ранний железный век. Античность. Том II. / Материалы к археологической карте Крыма. – Выпуск XVIII. – Санкт-Петербург, 2017. – 447 с., илл. (совместно с Т. Н. Смекаловой).

## Премии
- Государственная премия Республики Крым за 1993 год;
- Государственная премия Автономной Республики Крым за 2004 год в номинации «Наука и научно-техническая деятельность»;
- премия Крымского Республиканского фонда культуры за вклад в области просвещения, тюркологии и истории караимского народа за 1992 год[1].